# Archives of Biological Sciences
Archives of Biological Sciences је мултидисциплинарни часопис који објављује радове из различитих дисциплина биологије, укључујући молекуларну биологију, биохемију, физиологију, екологију и беомедицинска истраживања.

## О часопису
Archives of Biological Sciences објављује радове из генетике, ботанике и зоологије (укључујући више и ниже копнене и водене биљке и животиње, биологију прокариота, алгологију, микологију, ентомологију); систематике; еволуције; биохемије; молекуларне биологије; биологије ћелија, укључујући све аспекте нормалног функционисања ћелија, од ембрионалног до диференцираног ткива и у различитим патолошким стањима; физиологије; радиобиологије; неуробиологије; имунологије, укључујући хуману имунологију; хуману биологију, укључујући биолошку основу за специфичне хумане патологије и контролу болести.

### Историјат
Часопис је основан 1949. године под називом Архив биолошких наука (ISSN 0375-8575). Оснивач часописа и први главни и одговорни уредник био је академик Синиша Станковић. Од 1987. године часопис излази на енглеском језику. У 1993. години мења назив у Archives of Biological Sciences и под тим именом излази и данас. Часопис излази четири пута годишње, а од 2002. године доступан је и у електронском облику.
Народна библиотека је у сарадњи са надлежним министарствима за науку и култру 2002. године покренула репозиторијум за водеће научне часописе DoiSerbia. DoiSerbia функционише као посредник између CrossRef-а и издавача ових научних часописа у смислу да припрема неопходне мета податке према задатим стандардима. Линкови ка пуном тексту ових радова води ка репозиторијуму DoiSerbia. Овом репозиторијуму је од самог почетка прикључен и Archives of Biological Sciences.
Часопис је индексиран у неколико светских индексних база научних часописа, а 2008. године је прикључен листи Journal Citation Reports/Science edition. Часопис је од 2008. реферисан и у Scopus-у.

### Уредници
- др Горан Познановић (2014-)
- др Божидар Ћурчић (2005-2014)
- др Максим Тодоровић (1993-2005)

### Издавачи
- Српско биолошко друштво
- Институт за биолошка истраживања Синиша Станковић, Универзитет у Београду
- Департман за биологију и екологију, Природно-математички факултет, Универзитет у Новом Саду
- Институт за примену нуклеарне енергије (ИНЕП)
- Институт за молекуларну генетику и генетичко инжењерство, Универзитет у Београду
- Природно-математички факултет, Универзитет у Бањалуци

## Периодичност излажења
Часопис излази четири пута годишње.

## Теме
- Генетика
- Ботаника
- Зоологија
- Систематика
- Еволуција
- Биохемија
- Молекуларна биологија
- Биологија ћелија, укључујући све аспекте нормалног функционисања ћелија, од ембрионалног до диференцираног ткива и у различитим патолошким стањима
- Неуробиологија
- Радиобиологија
- Имунологија, укључујући хуману имунологију
- Хумана биологија, укључујући биолошку основу за специфичне хумане патологије и контролу болести.

## Електронски облик часописа
Часопис излази у електронском облику у отвореном приступу од 2002. године (eISSN 1821-4339).

## Индексирање у базама података
- Journal Citation Reports/Science edition
- Biological Abstracts
- Biosis Previews
- DOAJ[4]
- Zoological Record
- Scopus
- doiSerbia[1]